# Podsmead
Podsmead – dzielnica w Gloucester, w Anglii, w Gloucestershire, w dystrykcie Gloucester. Leży 3,2 km od centrum miasta Gloucester i 154,4 km od Londynu. W 2011 roku dzielnica liczyła 2994 mieszkańców.